# Aboim das Choças
Aboim das Choças es una freguesia portuguesa del concelho de Arcos de Valdevez, con 1,80 km² de superficie y 354 habitantes (2001). Su densidad de población es de 196,7 hab/km².